# Уизерспун, Кора
Кора Уизерспун (англ. Cora Witherspoon, 5 января 1890, Новый Орлеан — 17 ноября 1957, Лас-Крусес) — американская актриса.
Её актёрский дебют состоялся на театральной сцене Нью-Йорка в 1910 году, после чего она продолжила актёрскую карьеру на Бродвее. В 1930 году актриса дебютировала на большом экране, где в дальнейшем появилась в четырёх десятках кинокартин, среди которых «Оклеветанная» (1936), «Достойная улица» (1937), «Мария-Антуанетта» (1938), «Додж-сити» (1939), «Победить темноту» (1939), «Женщины» (1939), «Банковский сыщик» (1940), «Брачный сезон» (1951) и «Только для тебя» (1952). На киноэкранах Кора Уизерспун часто играла роли сварливых, ворчливых, язвительных жён и тётушек, зачастую намного старше её самой. Свою последнюю роль актриса сыграла на телевидении в 1954 году, а спустя год скончалась в городе Лас-Крусес в возрасте 67 лет.